# El negocio de Inox
El negocio de Inox fue un hecho parte de la revuelta morisca que tuvo lugar en enero de 1569 en Inox, entonces parte del Reino de Granada y hoy en el término municipal de Níjar, en la española provincia de Almería.

## Historia
Años antes de la conquista cristiana, los árabes construyeron el castillo de Inox sobre un peñón, teniendo la consideración de esta fortaleza como inexpugnable. 
En el contexto de la guerra de las Alpujarras, en enero de 1569 se produjo en Inox, un antiguo pueblo hoy desaparecido en Sierra Alhamilla, y en su área circundante la llegada de un amplio grupo de personas, portando una gran cantidad de enseres, con el fin de emigrar hacia Berbería. Se trataban de moriscos, pobladores de la zona originalmente musulmanes pero convertidos al catolicismo tras el fin de la Reconquista y la aplicación de la Pragmática de conversión forzosa, que no gozaban de una buena reputación frente a los nuevos pobladores llegados de otras partes del Reino. Los moriscos de la zona circundante, ahuyentados por las desfavorables condiciones a los que estaban sometidos, se reunían junto a este castillo como escala en su viaje de emigración hacia el norte de África. Junto a ellos, portaban a sus ganados y sus pertenencias. La inestabilidad del momento hizo que en el peñón se concentraran moriscos llegados de Tabernas, Huebro, Lucainena de las Torres, Níjar, Turrillas; y de poblaciones del Bajo Andarax, como Gádor, Viator, Pechina, Rioja y Benahadux; e incluso del arrabal de la ciudad y de los lugares de Alhadra y El Alquián. Los ejércitos del norte de África prometieron a estos emigrantes poner a su servicio hasta doce bajeles para permitir el traslado desde Carboneras hacia Orán.
La ciudad de Almería, por entonces aún recuperándose de uno de los episodios más fatídicos de su historia, vivía inmersa en la guerra, viendo como los sectores cristianos de la zona iban ganando pequeñas batallas en la zona. La llegada de nuevas tropas del Marqués de los Vélez y don Francisco de Córdoba aumentaba las victorias, pero las misiones del primero dejaban sin protección a la ciudad, obligando al segundo a solicitar ayuda al Rey Felipe II de España por el riesgo de sufrir ataques berberiscos y turcos.
Llegaron a la zona nueve galeras, con alimentos y municiones para apoyar a los ejércitos, hasta entonces en posición defensiva. Francisco de Córdoba aprovechó la ocasión para proponer al comandante de la flota, Gil de Andrada, un ataque a los moriscos. Sin embargo, esta operación no tenía fines militares sino económicos, ya que tenía derecho a quedarse con un 20% del botín de guerra. Se sumaron a las fuerzas en tierra unos 300 soldados de marinería, además de una gran cantidad de civiles, que partieron la mañana del 29 de enero hacia Inox, dejando la ciudad prácticamente desguarnecida. La historia queda documentada en el relato de Luis del Mármol Carvajal, Historia del rebelión y castigo de los moriscos del reino de Granada del año 1600.
El uno de febrero se inició la batalla, retrasada por una inesperada tormenta que frenó el avance de los atacantes a la altura de Cuevas de los Medinas. La orografía daba, en principio, toda la ventaja a los cristianos, que situados bajo las grandes peñas del cerro no eran alcanzados ni por las rocas que arrojaban los moriscos ni por sus flechas. Para mayor desgracia de los defensores moriscos, se convirtieron en blancos fáciles para la arcabucería. Sin embargo, la valentía de estos últimos fue tal que casi consiguieron cambiar las tornas, al producirse una huida masiva de atacantes cristianos. De no ser porque la casualidad se puso de parte de unos capitanes que sorprendieron a los rebeldes por la retaguardia, este hubiera sido posiblemente el fin de la batalla.
Esta serendipia decidió el bando victorioso. Según las crónicas del momento, hubo un total de cuatrocientos moriscos fallecidos, además de capturar hasta 2700 entre mujeres y niños que fueron hechos esclavos, y una gran cantidad de joyas, oro y plata, ganado y otros enseres, estimados por entonces en más de quinientos mil ducados. A pesar de que a día de hoy estas estimaciones se consideren exageradas, son suficientes como para dar a este suceso la consideración de negocio.

## En la actualidad
En la cultura popular permanece la leyenda de que muchos moriscos ocultaron en la zona sus pertenencias, dando lugar a búsquedas de tesoros, pero llegando hasta nuestros días un yacimiento arqueológico pero que carece de cualquier figura de protección. El entorno donde se produjeron las luchas hoy es conocido como La Matanza.
Alguno de los objetos encontrados en la zona han sido expuestos en el museo Arqueológico Municipal de Lorca.